# Camporrélls
Camporrélls es un municipio y población de España, perteneciente a la Comarca de la Litera, al este de la provincia de Huesca, comunidad autónoma de Aragón, a 108 km de Huesca. Tiene un área de 26 km² con una población de 137 habitantes (INE 2018).

## Geografía

### Localidades limítrofes
Limita con Estopiñán al norte, Baélls al oeste, Castillonroy y Baldellou al sur y Cataluña (provincia de Lérida) al este.

## Demografía
Cuenta con una población de 158 habitantes (INE 2024).
| Gráfica de evolución demográfica de Camporrélls entre 1842 y 2021                                                   |
| |
| Población de derecho según los censos de población del INE Población de hecho según los censos de población del INE |

## Economía
Agrícola, ganadera y cinegética.

## Administración y política
| Período             | Alcalde                                           | Partido  |  |
| ------------------- | ------------------------------------------------- | -------- |  |
| 1979-1980 1980-1983 | Joaquín Camarasa Vidal José María Pociello Piniés | UCD Ind. |  |
| 1979-1980 1980-1983 | Joaquín Camarasa Vidal José María Pociello Piniés | UCD Ind. |  |
| 1983-1987           | José M. Pociello                                  | UCD      |  |
| 1987-1991           | Miguel Ángel Ramos Palacin                        | PAR      |  |
| 1991-1995           | Pascual Antillach Bergua                          | PSOE     |  |
| 1995-1999           | Pascual Antillach Bergua                          | PSOE     |  |
| 1999-2003           | Pascual Antillach Bergua                          | PSOE     |  |
| 2003-2007           | Pascual Antillach Bergua                          | PSOE     |  |
| 2007-2011           | Pascual Antillach Bergua                          | PSOE     |  |
| 2011-2015           | Pascual Antillach Bergua                          | PSOE     |  |
| 2015-2019 2025-     | José Guillén ZanuyMarta Collada                   | PSOE     |  |

| Partido político    | Partido político                                   | 2003   | 2007   | 2011   | 2015   | 2019   |
| Partido político    | Partido político                                   | Ediles | Ediles | Ediles | Ediles | Ediles |
|                     | Partido de los Socialistas de Aragón (PSOE-Aragón) | 5      | 5      | 5      | 5      | 4      |
|                     | Partido Popular de Aragón (PP)                     | 2      | —      | —      | —      | —      |
|                     | Chunta Aragonesista (CHA)                          | —      | —      | —      | —      | 1      |
|                     | Partido Aragonés (PAR)                             | —      | —      | —      | —      | —      |
| Total de concejales | Total de concejales                                | 7      | 5      | 5      | 5      | 5      |

## Monumentos
- Ermitas románicas de San Jaime, San Miguel y de los Mártires.

## Fiestas
30 de abril La festa petita o el primer de mai ya en 1 de mayo Plantada del mai. Se corta un chopo de unos 20 m y durante 1 km es llevado a hombros por todo el pueblo hasta la plaza de la iglesia donde es plantado. Después, se reparten carnes y embutidos típicos de la zona, vino y pan también de la zona. Al día siguiente, algunos suben a la ermita de Sant Quilis, donde se celebra una romería que concentra habitantes de los pueblos cercanos de La Litera y La Ribagorza.
30 de julio La Festa patrones San Abdón y San Senén; popularmente llamados Sant Nin i Sant Non en catalán.
El primer día se hace el rescat. A lomos de una mula vestida con ropas de mudar va un joven que recoge presentes y regalos (tradición recuperada en el año 2004).
Ball dels totxets -baile de palos de madera (totxets)- en honor a los santos. Recuperados el año 1979 y bailados cada fiesta ininterrumpidamente hasta la actualidad. Tocados originariamente en el siglo XIX y principios del XX por Els Gaiters de Casserres. Tras su desaparición, han sido interpretadas las melodías por formaciones de banda de la localidad y de otras poblaciones: La Principal de Camporrells (1916-1930), Orquesta Juventud, Orquesta Amanecer... y, a partir de la recuperación el año 1979, por formaciones tan relevantes como la Orquestra Meravella, Orquestra Selvatana, Orquestra Miramar, Orquestra Marina... El año 1981 se editó una cinta con las melodías, con el título Cançons i ball dels totxets (Sonitec: Barcelona).
El último día de la fiesta, por la noche, junto a la orquesta, se celebra la despedida pinchando litros a cargo de la juventud y otros no tan jóvenes.
Diada dels Màrtirs Primer domingo de septiembre subida a la Ermita dels Màrtirs dedicada a San Abdón y San Senén. Se celebra una misa a las 12 h; finalizada con bendición de panes "pa caritat". Después se organizan comidas entre los grupos de amigos.

## Personas célebres
- Gombau de Camporrells, religioso católico, Obispo de Lérida (Camporrélls, ? - Lérida, 1205).
- Antonio Puch Castarlenas (Camporrélls, 1849-1905),[8] médico cirujano[9][10] y miembro del grupo fundador del Colegio Médico Provincial de Huesca (1898).[11] Fue el padre del periodista Antoni Puch Ferrer (Estopiñán, 1888 - Auterive (Alto Garona), 1944).[12]
- Manuel Campo Vidal (Camporrélls, 1951-), periodista y presidente de la Academia de las Ciencias y las Artes de Televisión de España.